# Edisons 1968
De Edisons 1968 werden in oktober van dat jaar bekendgemaakt, maar werden merkwaardig genoeg pas op 7 maart 1969 daadwerkelijk uitgereikt aan de winnaars (hoewel Frank Zappa zijn Edison al in oktober 1968 in ontvangst kon nemen; zie hieronder).

## Winnaars
Internationaal
- Shirley Bassey voor I've Gotta Song for You
- Simon & Garfunkel voor Bookends
- The Byrds voor The Notorious Byrds Brothers
- The Rotary Connection voor Soul Connection
- Judy Collins voor Wild Flowers
- Dionne Warwick voor Valley of the Dolls
- Serge Reggiani voor Serge Reggiani
- The Mothers of Invention voor We're Only In It For the Money
- José Feliciano voor Feliciano
- Ravi Shankar voor Portrait of a Genius
- Stan Kenton voor The World We Know
- Cecil Taylor voor Conquistador

Frank Zappa, de leider van The Mothers of Invention, weigerde de Edison voor We're Only In It For The Money. Bij de prijsuitreiking werd een deel van de plaat gedraaid, waarbij het Zappa opviel dat een gecensureerde versie te horen was. Deze versie was door de Amerikaanse platenmaatschappij zonder zijn toestemming geperst en uitgebracht. Uit woede hierover gaf Zappa prompt zijn zojuist ontvangen Edison terug.
Nationaal
- Martine Bijl voor Ot en Sien
- Ann Burton voor Blue Burton
- The Theo Loevendie Three voor Stairs
- Boudewijn de Groot voor Picknick
- Documentaire-serie Die Goeie Ouwe Radio over cabaret op de Nederlandse radio
- Cast van Ja zuster, nee zuster

1960 · 1961 · 1962 · 1963 · 1964 · 1965 · 1966 · 1967 · 1968 · 1969 · 1970 · 1971 · 1972 · 1973 · 1974 · 1975 · 1976 · 1977 · 1978 · 1979 · 1980 · 1981 · 1982 · 1983 · 1984 · 1985 · 1986 · 1987 · 1988 · 1989 · 1990 · 1991 · 1992 · 1993 · 1994 · 1995 · 1996 · 1997 · 1998 · 1999 · 2000 · 2001 · 2002 · 2003 · 2004 · 2005 · 2006 · 2007 · 2008 · 2009 · 2010 · 2011 · 2012 · 2013 · 2014 · 2015 · 2016 · 2017 · 2018 · 2019 · 2020 · 2021 · 2022 · 2023 · 2024